# Carl Philipp Kopp
Carl Philipp Kopp (* 16. April 1728 in Birstein; † 6. Oktober 1777 in Kassel) war ein deutscher Jurist.

## Familie
Carl Philipp Kopp war der Sohn des Kanzleidirektors Johann Adam Kopp (1698–1748), der ab 1724 Gräflich Isenburgischer Rat in Offenbach, ab 1728 Kanzleidirektor in Birstein und ab 1736 Hessischer Kanzleidirektor in Marburg war, und der Helene Maria geborene Vigelius (1700–1773), Tochter des Gräflich Isenburgischen Rats Wilhelm Moritz Vigelius († 1728) in Birstein.
Carl Philipp Kopp heiratete am 28. April 1758 in Kassel Christiane Amalie geborene Stirn (* 1735, † 17. April 1813 in Kassel), Tochter des Wolrad Stirn, Hessischer Geheimer Kammerrat in Kassel, und der Margarete Christine geborene Schwiedering. Aus der Ehe gingen 4 Söhne hervor:
- Ulrich Friedrich Kopp (1762–1834), Paläograph, Archivar, Professor;
- Karl Heinrich Kopp, Gerichtsassessor in Offenbach, verheiratet 1786 mit Maria Magdalena Kämpf;
- Karl Friedrich von Kopp (1764–1837), Kurhessischer Minister;
- Karl Wilhelm von Kopp (1770–1844), Großherzoglich Hessischer Minister, Gesandter.

## Leben
Nachdem er 1750 an der Universität Marburg bei Johann Stephan Pütter seine juristische Doktorwürde erlangt hatte, ging er nach Wien und Regensburg. 1751 wurde er in Kassel Regierungsassessor und fünf Jahre später wirklicher Regierungsrat. Dort wurde er bald Assistent des Premierministers von Donop und begleitete 1756–58 von Donop wegen der französischen Besetzung nach Braunschweig, Berlin, Magdeburg usw. Im Dezember 1761 wurde er zum Oberappellationsrat ernannt, 1772 zum Direktor des Steuerkollegiums. 
Am 14. Mai 1774 wurde er Geheimer Rat und Oberappellationsgerichts-Direktor, ist seit 1777 auch „Director“ der neu angelegten Hessen-Kassel-Kolonien, daneben 1772–76 Direktor der Handelskompanie in Karlshafen.
In Marburg gehörte er der Freimaurerloge Zu den drey Löwen an.

## Werk
- Ausführliche Nachricht von der ältern und neuern Verfassung der Geistlichen und Civil-Gerichten in den Fürstlich-Hessen-Casselischen Landen. Erster oder historischer Theil, worin die Hessischen Gerichte der mittlern Zeiten aus vielen noch nicht gedruckten Urkunden und andern glaubwürdigen Nachrichten beschrieben, zugleich auch die allgemeine teutsche Gerichtsverfassung und Rechte vielfältig erläutert werden. Cramer, Cassel 1769–1770 (Digitalisat).
- Ausführliche Nachricht von der ältern und neuern Verfassung der Geistlichen und Civil-Gerichten in den Fürstlich-Hessen-Casselischen Landen. Anderer oder practischer Theil, worin der bey diesen Gerichten anitzt übliche Proceß, nebst denen, seit Einführung der fremden Rechte, in der Gerichtsverfassung nach und nach getroffenen Veränderungen, aus vielen Landesordnungen, Fürstlichen Rescripten, Decreten und gemeinen Bescheiden, beschrieben wird. Cramer, Cassel 1771 (Digitalisat).